# 詹婷怡
詹婷怡（1968年—），台湾政治人物，曾先后就读于国立台湾大学、伦敦大学和国立政治大学，拥有法学硕士和工商管理硕士学位，是台灣早期投入智慧財產權及網路法律專業領域的律師之一，2016年8月1日起担任国家通讯传播委员会（NCC）主任委员。詹婷怡及行政院於2019年4月2日先後證實她已主動請辭獲准。

## 被指失職不適任

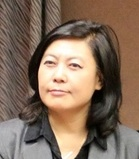
詹婷怡以NCC主委被提名人身分於立法院接受質詢

2018年5月，民意調查紀錄受矚目的臺灣未來事件交易所進行「總統與內閣滿意度」預測市場價格，詹婷怡因引發民怨而以最低數字墊底。
2018年11月與2019年3月，分別有NCC公務員具名投書媒體批評詹婷怡忙於與業務未必相關的個人公關行程，被指為內部治理出現問題的非常罕見狀況。NCC其他委員們則砲轟詹婷怡「獨攬大權，專斷行事」，未落實委員專業分工，讓原先設計的「合議制」變成「諮詢制」。
根據瑞典哥登堡大學主持的跨國調查，2018年在全球179個國家中，「遭受外國政府或其代理人假資訊攻擊」的程度，臺灣為世界第一，受害程度之嚴重更與其他國家拉開相當大的差距。負責管制媒體的NCC與主委詹婷怡屢屢被各界批評為未盡到監督責任。
2019年3月，在野黨時代力量立法委員黃國昌痛批詹婷怡屢屢對可強化NCC在保障媒體多元、防止境外勢力透過媒體滲透而危害國家安全所應扮演角色的《媒體壟斷防止暨多元維護法》草案「能拖就拖、能混就混」近三年，並抨擊NCC未好好利用《衛星廣播電視法》罰責重懲散布假新聞及未公平報導之媒體，他憤怒地要求詹婷怡主委別戀棧而應「知所進退下台」。
行政院院長蘇貞昌也點名批判國家通訊傳播委員會與主委詹婷怡縱容放任特定媒體鋪天蓋地散布假消息，混淆視聽，不但讓民眾困惑、社會紛擾，還造成受害者，「誰都管不到它，它也什麼都不管」，要好好檢討才能終結謠言。
負責監督NCC的立法院交通委員會的民主進步黨籍立法委員鄭寶清表示業者若在製作新聞及評論時不注意事實查證或違反公平原則，最重可依《衛星廣播電視法》處200萬元罰緩，可連續裁罰，並可停止該節目或廣告，但NCC只開罰散布假訊息的中天和東森各20萬元一次，空有尚方寶劍卻不會用，還任由中天狂播韓國瑜。他砲轟詹婷怡「在其位，謀其政，不謀其政就不要在其位。」立法委員陳素月表示電視台熱門時段的廣告費十秒就要價6萬，裁罰20萬對電視台而言根本不痛不癢。立法委員林俊憲表示3年多來，任何假消息在台灣如入無人之境，尤其很多都針對選舉，對社會影響更大，久拖不決的NCC根本是「殭屍單位」，他直指多數人覺得詹婷怡不適任。
立法委員蘇巧慧質疑詹婷怡任內共收到上千件成案的新聞內容不公不實投訴案，竟然只有2件被罰。立法委員林靜儀抨擊詹婷怡與NCC在臺灣駐日本外交官蘇啟誠因假消息自殺後半年多仍無懲處，「照你們這速度，國家都滅亡了，你們大概還在那邊研議，我覺得很可悲，也覺得很可恥。」立法委員莊瑞雄亦指NCC是各部會中被委員砲轟最多的部門，幾乎所有在第一線跑的立法委員都認為NCC早該有所作為，但詹婷怡卻不符外界期待。立法委員李俊俋表示主委是政務官，若沒做到、沒做好應有的職責就該下台負責。立法委員許智傑呼籲蘇貞昌要拿出魄力，依《國家通訊傳播委員會組織法》第6條規定「委員有違法、廢弛職務或其他失職行為，得由行政院院長予以免職」，將無作為致假訊息充斥而已明顯失職的詹婷怡免職。高雄市民進黨議員也連署要不處罰假新聞的詹婷怡應立即下台，對長期荒腔走板的NCC內部規範進行檢討。

## 主動請辭獲准
在各方撻伐的壓力下，詹婷怡於2019年4月2日證實她已向行政院請辭，行政院隨後確認詹已在3月28日主動將辭呈送到行政院，信中感謝蘇院長並希望他准許她辭職。考量詹「內外都hold不住」，高層准予於4月3日離職，由國家通訊傳播委員會創會時已任職該會的翁柏宗副主委暫時代理主委職務。

## 外部連結
- Nicole Chan的Facebook專頁

| 官衔          | 官衔                                                        | 官衔                  |
| ------------- | ----------------------------------------------------------- | --------------------- |
| 行政院        |                                                             |                       |
| 前任： 石世豪 | 國家通訊傳播委員會主任委員 第五屆 2016年8月1日—2019年4月3日 | 繼任： 翁柏宗（代理） |